# Ubi primum
Ubi primum (latim: "Primeiramente quando") é uma carta encíclica do Papa Pio IX aos bispos da Igreja Católica, pedindo-os a opinião sobre a definição dogmática da Imaculada Conceição de Maria. Foi publicada em 2 de fevereiro de 1849.